# El ejemplo
El ejemplo es un álbum de estudio de la banda regional mexicana Los Tigres del Norte. Fue lanzado por Fonovisa Records el 2 de mayo de 1995 e incluye catorce temas escritos por Teodoro Bello y Enrique Valencia, que abarcan estilos de canciones como baladas, boleros, corridos, cumbias y rancheras.
El álbum fue un éxito comercial alcanzando el puesto número ocho en el Billboard Top Latin Albums en los Estados Unidos, donde fue certificado Oro por la Recording Industry Association of America (RIAA). Para promocionar el álbum, Los Tigres del Norte lanzaron cuatro sencillos, "La Fama de la Pareja", el tema principal y "Golpes en el Corazón" que alcanzó la lista de los diez primeros del Billboard Hot Latin Songs, mientras que el sencillo "No Puedo Más" alcanzó el puesto 15 en el mismo gráfico. "Golpes en el Corazón", fue incluido posteriormente en el setlist de su álbum en vivo MTV Unplugged: Los Tigres del Norte and Friends a dúo con la cantante mexicana Paulina Rubio.

## Lanzamiento y recepción
La banda mexicana Los Tigres del Norte lanzó su vigésimo sexto álbum de estudio titulado El ejemplo el 2 de mayo de 1995. El álbum incluía doce temas escritos por Teodoro Bello y dos canciones escritas por Enrique Valencia. Cuatro corridos («El tamal», «Tiempos de mayo», «La fama de la pareja» y «Morir matando»), siete rancheras («El ejemplo», «Devuélveme», «No puedo más», «Quién», «Como aceite y como el agua», «Un mar de vino» y «Te he de olvidar»), una cumbia («Me quedas a la medida»), una balada («Golpes en el corazón») y Se grabó un bolero («Nos estorbó la ropa»). El sitio web AllMusic le dio al álbum cuatro estrellas de cinco. La revista Billboard nombró el álbum como "un lote agradable de corridos anecdóticos conmovedores, rancheras enérgicas y un par de baladas que serían excelentes sencillos: «Golpes en el corazón» y «Nos estorbó la ropa»'. El primer sencillo «La Fama de la Pareja» también recibió elogios, siendo referido como un "punto culminante" del álbum.

## Lista de canciones
| N.º | Título                       | Escritor(es)     | Duración |  |
| 1.  | «El Tamal»                   | Teodoro Bello    | 3:06     |  |
| 2.  | «El Ejemplo»                 | Bello            | 2:55     |  |
| 3.  | «Devuélveme»                 | Bello            | 2:45     |  |
| 4.  | «Tiempos de Mayo»            | Enrique Valencia | 3:30     |  |
| 5.  | «Golpes en el Corazón»       | Valencia         | 3:48     |  |
| 6.  | «La Fama de la Pareja»       | Bello            | 2:59     |  |
| 7.  | «No Puedo Mas»               | Bello            | 3:00     |  |
| 8.  | «Morir Matando»              | Bello            | 3:15     |  |
| 9.  | «Quién»                      | Bello            | 3:24     |  |
| 10. | «Como Aceite y Como el Agua» | Bello            | 3:28     |  |
| 11. | «Un Mar de Vino»             | Bello            | 2:55     |  |
| 12. | «Te He de Olvidar»           | Bello            | 2:28     |  |
| 13. | «Me Quedas a la Medida»      | Bello            | 3:24     |  |
| 14. | «Nos Estorbó la Ropa»        | Bello            | 3:22     |  |

Fuente:

## Rendimiento en listas
El Ejemplo debutó y alcanzó el puesto número ocho en la lista Billboard Top Latin Albums en la semana del 13 de mayo de 1995, siendo el segundo debut más alto de la semana después de Cuando los ángeles lloran de Maná en el número siete. El álbum alcanzó el puesto número dos en la lista de Álbumes Regionales Mexicanos en la semana del 16 de septiembre de 1995, siendo sostenido en la cima por Amor Prohibido de Selena. La banda obtuvo el premio Regional Mexican Albums del Año, Dúo o Grupo en los Premios Billboard de la Música Latina de 1996. El Ejemplo fue el vigésimo álbum latino más vendido de 1995 en los Estados Unidos y fue certificado Oro por la Recording Industry Association of America (RIAA), la primera para la banda. En 1999, el álbum había vendido más de 650.000 copias.